# Conquista de El Salvador
La Conquista de El Salvador es la etapa histórica en la que las distintas entidades territoriales indígenas, cuyos dominios cubrían el territorio donde en la actualidad se encuentra la república de El Salvador, fueron conquistadas por los españoles, durante el reinado de Carlos I de España.
Antes de la conquista española el territorio era poblado por diferentes etnias indígenas, específicamente: pipiles, lencas, mayas chortís, mayas pokomames, xincas, cacaoperas y chorotegas; estas etnias habitaban en tres entidades territoriales siendo el Señorío de Cuzcatlán el más importante y unificado de las tres entidades. El descubrimiento del territorio lo realizó Andrés Niño en 1522, mientras que la conquista del actual El Salvador comenzó en 1524 con la incursión infructuosa de Pedro de Alvarado al señorío de Cuzcatlán y terminó en la década de 1540 con la total conquista y pacificación del señorío poton o de lencas salvadoreños ubicado en la zona oriental, durante ese tiempo se dio la fundación de las villas de: San Salvador, San Miguel de la Frontera y la Ciudad de los Caballeros (actual San Martín Perulapán); tras la conquista se dio la organización de los territorios conquistados dando inicio a la época colonial, la cual a su vez terminaría en 1821 con la Independencia de Centroamérica (incluyendo a todo el territorio que actualmente es El Salvador).

## Antecedentes

Mapa de la extensión del Señorío de Cuzcatlán.

El territorio actual de El Salvador antes de la conquista se encontraba inmerso en el período posclásico de la época precolombina del área Mesoaméricana. Estando a su vez dividida en tres entidades territoriales:
- Señorío Chorti (llamado Payaquí, término que es una síncopa de la frase chortí "Apay aq' huinic op'" que quiere decir: 'hombres de idioma chortí',[1] y que algunos autores lo han llamado también como hueytlahto, Chiquimulja o Chiquimulha)[2] era como una confederación en donde el poder central, probablemente ubicado en Copán (la actual Copán Ruinas, y que no debe ser confundido con el sitio arqueológico que data del período clásico que era denominada por población maya como Oxwitik), era limitado mientras que las provincias tenían un alto nivel de autonomía siendo prácticamente independientes y solo se unían en tiempos de crisis; era poblado principalmente por mayas chortís y que cubría parte del actual municipio de Metapan, gran parte del occidente y centro del departamento de Chalatenango, el departamento guatemalteco de Chiquimula y parte del suroccidente de Honduras.[3]
- Señorío Lenca (que era denominado por lo pipiles como Popocatepet, al parecer su verdadero nombre era Manalaca o Malalaca),[4] al igual que el territorio chortí era como una confederación (su poder central probablemente estaba ubicado en Mercotiquen, población extinta ubicada al sur del actual departamento de La Unión cercana al golfo de Fonseca que contaba para 1548 con 400 habitantes, esta y Usulután eran los asentamientos más poblados de esta zona pero muy probablemente está última fuese una colonia nahua o se veía muy influenciado por los nahuas tal y como se ve en su nombre que es nahuat o también es probable que su población se vio aumentada por la traslación de otros indígenas a esa población sobre todo por ser la población más cercana a la villa de San Miguel), cubría el área oriental de El Salvador y era poblado principalmente por lencas hablantes del idioma potón o lenca salvadoreño y existían islas lingüísticas (pequeño territorio dentro de la entidad territorial donde se hablaba otro idioma) donde se hablaba cacaopera o chorotega.[3][5]
- Señorío de Cuzcatlán era la más importante y unificada de las tres entidades territoriales y la única que puede considerarse como una verdadera nación ya que tenían un poder central que residía en la ciudad de Cuzcatlán (actual Antiguo Cuscatlán) y tenía un poder amplio sobre su territorio como para pedir tributos y formar grandes ejércitos; se ubicaba entre el río paz y el río lempa pero su límite difería en algunas áreas de este último; se dividía en 74 provincias y era habitado principalmente por pipiles, con islas lingüísticas en el lado occidental donde junto con ellos habitaban mayas pokomames o xincas.[3]

Antes que la conquista iniciara, la población de la naciones indígenas se había reducido en gran medida debido a la epidemia de viruela que se inició en el actual México en 1520 y se propagó rápidamente por toda Mesoamérica, se considera que alrededor de 1/2 o 2/3 de la población falleció debido a está epidermia.

### Descubrimiento
El descubrimiento del actual El Salvador, se lo debe al explorador Andrés Niño. El cual acompañó al capitán Gil González de Ávila desde Panamá hasta la península de Nicoya, en donde Andrés Niño se separó y siguió navegando hacia el poniente.
En el curso del viaje Andrés Niño descubrió el golfo de Fonseca (el cual nombró en honor a fray Juan Rodríguez de Fonseca), en donde desembarco en la actual isla de Meanguera a la cual llamó Petronila. Posteriormente descubrió la desembocadura del río Lempa y siguió navegando hasta el golfo de Tehuantepec en México.

## Conquista del Señorío de Cuzcatlán

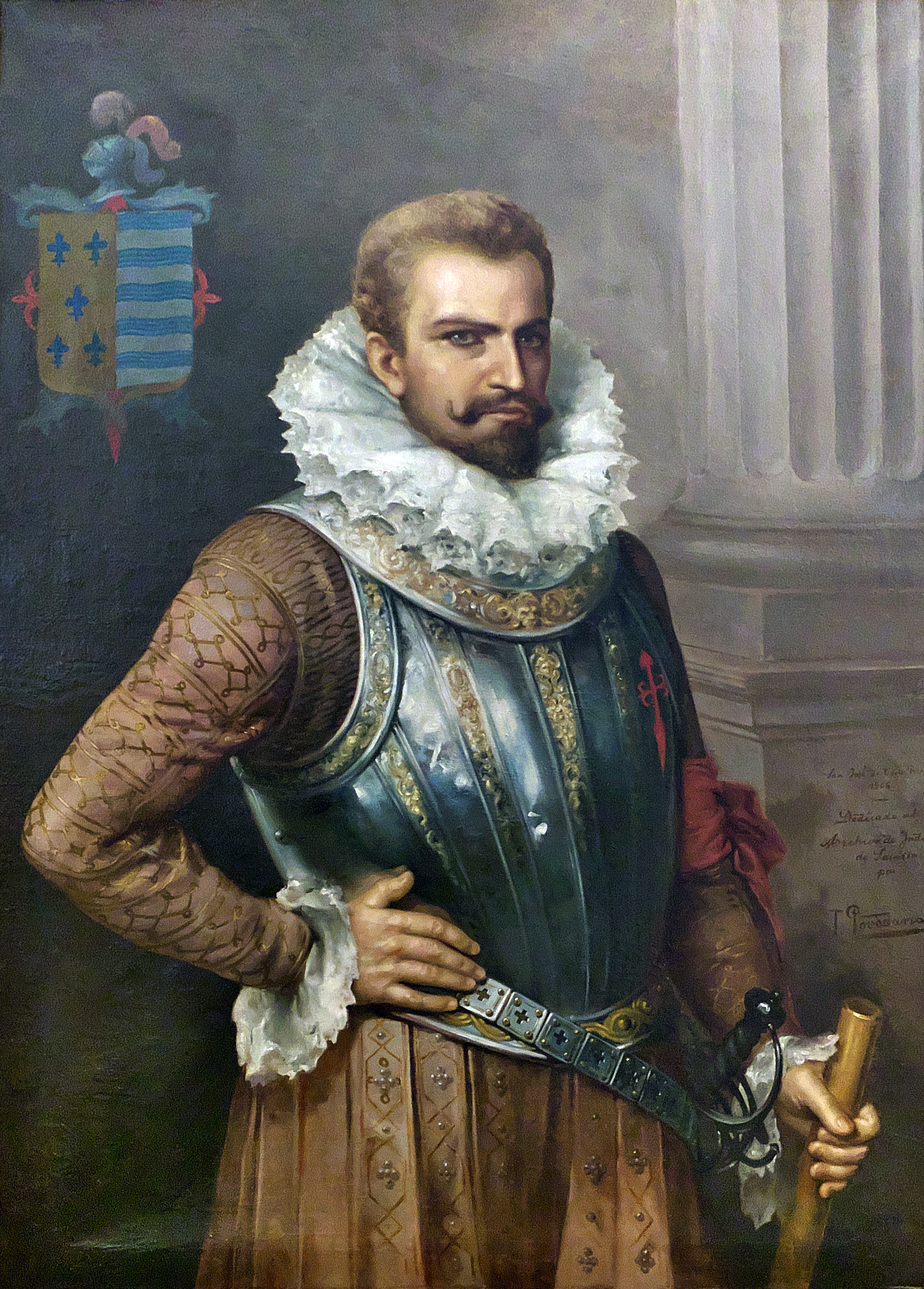
Retrato de Pedro de Alvarado con la cruz de la Orden de Santiago.

El personaje más importante en la conquista del Señorío de Cuzcatlán y de El Salvador en general fue Pedro de Alvarado, quien había acompañado a Juan de Grijalva de cuyo grupo formaba parte igualmente Sancho de Barahona antepasado de Manuel José Arce; Años más tarde ambos se unieron a Hernán Cortés en la Conquista de México, la cual concluyó en 1521.
En 1523 Hernán Cortés envió a Pedro de Alvarado a conquistar las naciones indígenas ubicadas al sur del Imperio azteca liderando un ejército conformado además de españoles por ejércitos aliados provenientes de Tlaxcala, Cholula, Quauhquechollan, Otumba, pueblos del lago Texcoco que se los conocía como pueblos de Chinampas y Tehuantepec; y ejércitos provenientes de México-Tlatelolco, Texcoco y México-Tenochtitlan (a las cuales se les obligó a unirse después de haber sido conquistadas).
En el curso de su expedición, Alvarado conquistó a los quiches el 15 de enero de 1524. Alvarado fue invitado por los cakchiqueles a entrar en su capital Iximche donde realizó una alianza pacífica con ellos; posteriormente les preguntó quienes eran sus enemigos, a lo que le respondieron los zutuhiles y los pipiles (el Memorial de Sololá menciona el término Panatacat que proviene del término cakchiquel pan que significa: lugar de, y del náhuat atacat, conformado por las palabras  at 'agua' y takat 'hombre', y que significaría: habitantes de la costa marítima; el término parece referirse al área nahua principalmente a Cuzcatlán que era el principal señorío nahua al ser el más unificado y con más capacidad militar).
Mientras aún estaba en Iximche, Alvarado obligó a los cakchiqueles que le entregaran una esclava de origen pipil (debido a que los cakchiqueles le decían que el territorio de Cuzcatlán estaba lleno de peligros) llamada Suchil, la cual le dijo que el territorio de Cuzcatlán era muy bueno, rico y poblado por lo cual la llevó como guía; después Alvarado fue a conquistar a los zutuhiles; y tras someter a Chiya (capital de los zutuhiles) y de recibir a sus provincias sometidas, regresó a Iximche en donde recibió a provincias de la costa pacífica que formaban parte del señorío de Atacat (cuya capital era la actual Escuintla, llamado por lo naciones nahuas ubicadas en el actual México como Isquintepeque; y denominada por los Cakchiqueles como Panacal, lugar de casas o como Panacaltepeque, lugar en el cerro) que llegaron a rendirse ante él y a su vez a mencionarle que Atacat les había ordenado que no se rindieran ante los españoles y que había otras provincias que querían rendirse pero que Atacat no les dejaba pasar; tras está visita Alvarado consulto a los señores de lo cakchiqueles (el Ahpo Tzotzil Cahi Imox y el Ahpo Xahil Beleheb Qat) si les parecía bien que fuese a conquistar Atacat a lo cual ellos accedieron, con ello partió a la conquista de Escuintla, y después a la conquista de los territorios xincas de Atiepar, Tacuilula, Taxisco, Nacendelan (hoy Nancinta) y Pasaco.

### Expedición conquistadora de Pedro de Alvarado

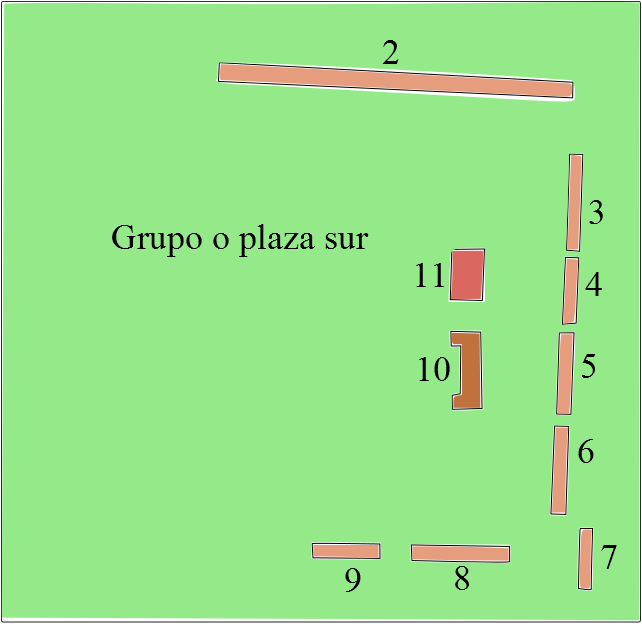
Grupo o plaza sur del sitio arqueológico El Güisnay, qué serían las ruinas de Mopicalco, la primera localidad donde entró Pedro de Alvarado

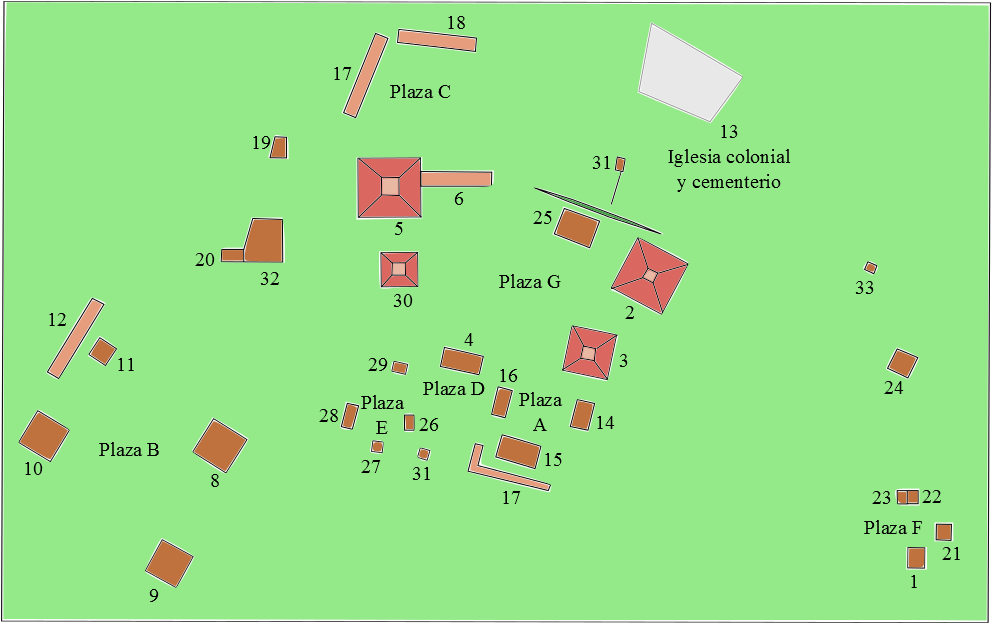
Estructuras de Tacuzcalco, donde se libró la segunda batalla en la expedición de Pedro de Alvarado de 1524

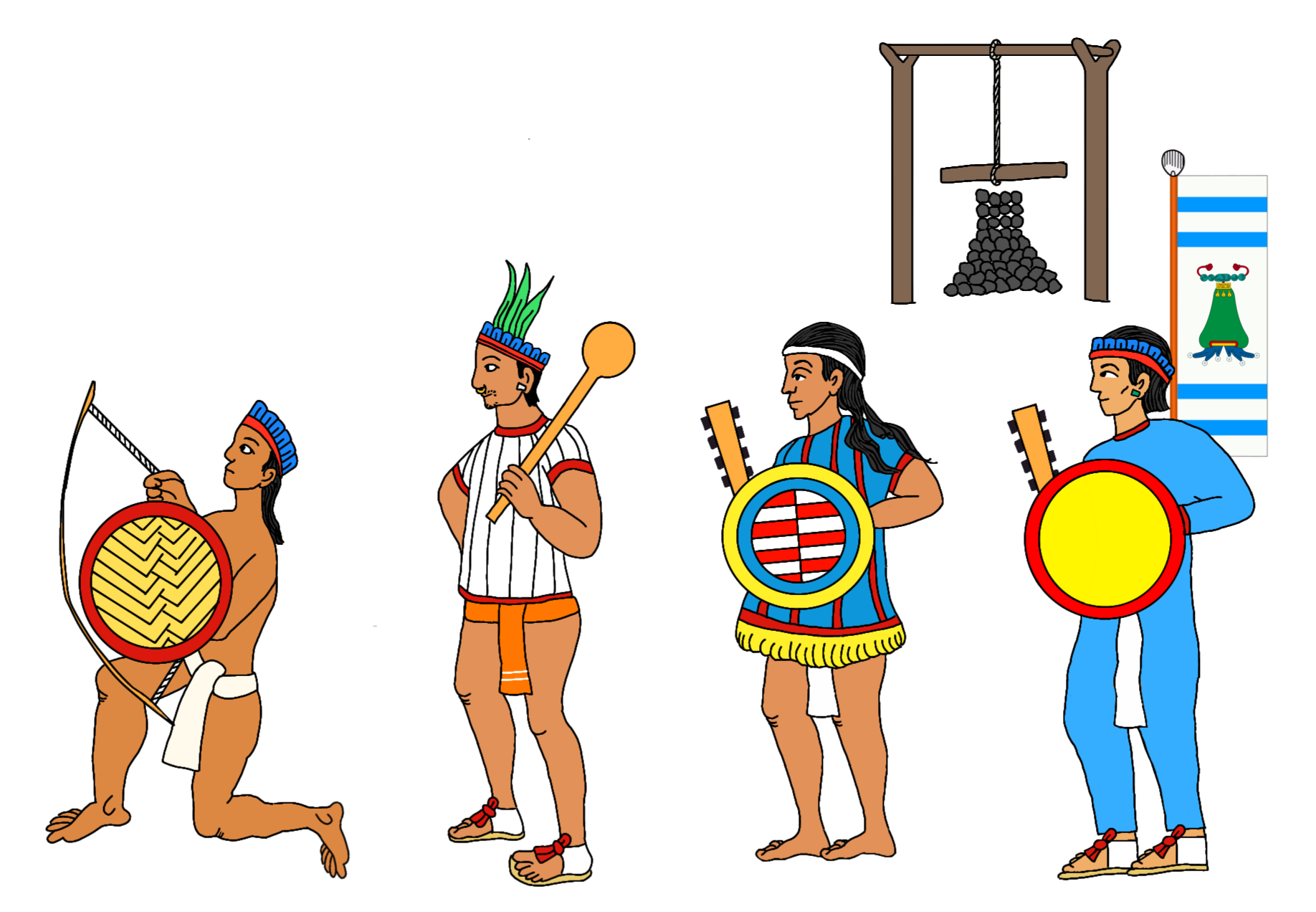
Guerreros nahua-pipiles y arriba a la derecha un tirador de piedras, imágenes basadas en el manuscrito de Glasgow y la Recordación Florida.

El principal documento con el que se conoce la expedición de Pedro de Alvarado al territorio nahua es la segunda carta de relación que Alvarado envió a Hernán Cortés, sin embargo hay otros documentos que añaden más información acerca de esta expedición como: el proceso de residencia de Pedro de Alvarado en 1529, el lienzo de tlaxcala y la Brevísima relación de la destrucción de las Indias escrita por fray Bartolomé de las Casas) (esta última narra una conquista más conquistadora que pacífica).
Después de las anteriores conquistas realizadas por Pedro de Alvarado, llegó a las riberas del río Paz y lo cruzó internándose en el territorio del Señorío de Cuzcatlán. Las primeras poblaciones a las que llegó fueron Mopicalco y Acatepeque a las cuales llegó el 6 y 7 de junio respectivamente encontrándolas despobladas (según su Segunda Carta de Relación enviada a Hernán Cortés), Sin embargo la residencia de Alvarado menciona que al llegar el contingente de Alvarado a esas poblaciones los indígenas los recibieron sin embargo Alvarado y su contingente tomaron algunos como esclavos y a otros los mandó a que les trajesen comida pero no volvieron a la población.
Alvarado se trasladó a Acaxual (Acajutla) en donde (según la residencia de Alvarado) los indígenas le habían limpiado los caminos y lo estaban esperando para recibirlo sin embargo al darse cuenta de las crueldades de Alvarado decidieron enfrentarlos; esta batalla de Acajutla se libró el 8 de junio de 1524 y fue una cruenta batalla contra el ejército náhua (cuyos soldados iban protegidos con corseletes de algodón con grosor de tres dedos, los cuales les quitaba agilidad) que pudo ser ganada por Alvarado ya que su contingente simuló una retreta y luego volvió sobre el ejército nahua causando grandes destrozos y resultando varios españoles heridos inclusive el mismo Pedro de Alvarado fue herido por una flecha en el fémur, quedando herido de gravedad. Posteriormente a la batalla, los españoles descansaron durante cinco días en Acaxual para curar a los heridos.
El 13 de junio de 1524 partió con su ejército rumbo a Tacuzcalco, en donde se entabló una desigual y cruenta batalla contra el ejército nahua, esta batalla fue liderada por los hermanos de Pedro de Alvarado mientras que el propio Alvarado observó el transcurso de la batalla desde un lugar alto de la población; siendo vital para la batalla la ayuda de los indígenas auxiliares con los cuales los españoles lograron ganar la batalla. Posteriormente a la batalla los españoles descansaron durante un par de días y continuaron hacia Miahuatan, que fue abandonada por sus pobladores, y luego llegaron a Atehuan (Ateos), en donde recibieron una invitación de los señores de cuzcatlán para entrar en la ciudad.
Antes de continuar es de agregar que según el Lienzo de Tlaxcala hecho por los indígenas tlaxcaltecas que acompañaron al ejército de Pedro de Alvarado, muestra que además de pasar y librarse las batallas antes mencionadas se libraron otras batallas en el territorio del Señorío de Cuzcatlán, las cuales son: las batallas de Cenzonapan (el mismo lugar donde posteriormente se fundaría Sonsonate), Itzalco (que posteriormente sería dividida por los españoles en Tecpan Izalco, actual Izalco, y Caluco Izalco, actual Caluco), Yopicalco (Opico) y Xilopango (Ilopango).
El 17 de junio de 1524 llegó Alvarado a la ciudad de Cuzcatlán, en la cual fue recibido por la población pero cuando se asentaron los españoles estos abandonaron la ciudad; según Bartolomé de las Casas los españoles tomaron algunos indígenas como sirvientas y Alvarado pidió que les llevase oro pero los indígenas llevaron hachas de cobre que tenían algún oro, cuando Alvarado se dio cuenta de esto mandó a tomar prisioneros a los indígenas, el señor de cuzcatlán y varios pobladores huyeron a las montañas cercanas.
Alvarado envió mensajeros a las montañas para convencer al señor, principales y la población de cuzcatlán para que volviesen a lo cual negaron y le enviaron a decir a Alvarado «que si algos les querían, que allí estaban esperando con sus armas»; luego Alvarado intentó enviar a otros mensajeros los cuales no regresaron, entonces mandó a atacar varios cerros donde se refugiaban los indígenas resultando heridos muchos españoles e indígenas auxiliares.
Al final parece que abandonó junto con su ejército el Señorío de Cuzcatlán debido a las condiciones climática, vendiendo los esclavos para que con precio cubrir el de 11 caballos muertos en las refriegas, destruyendo todas las poblaciones por donde pasaba y regresando a Guatemala el 21 de julio de 1524.

### Fundación de la villa de San Salvador

#### Primera fundación de San Salvador
A finales de 1524 o principios de 1525 Pedrarias Dávila (conquistador de Panamá y Nicaragua) envió a Francisco Hernández de Córdoba a Honduras y este a su vez envió a Hernando de Soto hacia Olancho pasando por Nequepio (nombre con el que los indígenas Chorotegas conocían al Señorío de Cuzcatlán), en Cuzcatlán Hernando de Soto y su contingente descubrieron varios objetos dejados por los españoles, un pequeño cañón y un calzado.
Al ver las pretensiones de Pedrarías Dávila, Pedro de Alvarado mandó una expedición liderada por su hermano Gonzalo de Alvarado para fundar una villa (aunque el territorio del Señorío de Cuzcatlán aún no estaba plenamente conquistada) que se hizo acompañar por Diego de Holguín, Francisco Díaz y Alonso de Oliveros como capitanes; la villa de San Salvador fue fundada el 1 de abril de 1525 en un sitio desconocido, siendo su primer alcalde Diego de Holguín, esta villa era prácticamente era un fuerte militar con ayuntamiento. La única mención que se tiene de la villa es una mención que hace de ella el gobernador y capitán general de Guatemala Pedro de Alvarado en la sesión del Cabildo de la ciudad de Santiago de los Caballeros de Guatemala el día 6 de mayo de 1525 y que dice: 

Que por cuanto él, en nombre de sus majestades, ha hecho elección en esta ciudad de alcaldes y regidores, entre los cuales eligió por regidor a Diego de Holguín, el cual se fue de está ciudad a vivir y permanecer en la villa de San Salvador de la cual es Alcalde...
Alvarado, Pedro de (1525)

En 1526 los Cakchiqueles liderados por sus gobernantes el Ahpo Tzotzil Cahí Imox y el Ahpo Xahil Beleheb Qah se rebelarón en contra de los españoles, está rebelión se extendío rápidamente hacia otras poblaciones indígenas incluyendo las de Cuzcatlán las cuales se sublevaron en ese mismo año, razón por la cual los españoles se vieron obligados a abandonar la villa; también en 1526 Hernando de Soto intentaría conquistar las islas conocidas como la Petronila (las actual Conchaguita y Meanguera).
En el mismo año de 1526, Pedro de Alvarado partió desde Guatemala y cruzó el río Lempa para ir al actual departamento hondureño de Choluteca donde se encontraba Hernán Cortés. A su regreso Alvarado junto con Luis Marín (que dirigía un destacamento de Cortés que planeaba regresar por tierra y que se encontró con Alvarado en Choluteca; Marín era acompañado entre otros por Bernal Díaz del Castillo) cruzaron el río Lempa y posteriormente tuvieron un enfrentamiento con un pueblo lenca llamado Chaparrastique (ubicado probablemente en el departamento de Cabañas o en el noreste del departamento de San Vicente) donde murió un soldado llamado Nicuesa y fueron heridos tres indígenas auxiliares pero para no detenerse siguieron adelante al señorío de Cuzcatlán donde intentaron pacificar el territorio donde había estado la villa de San Salvador, sin éxito partieron hacia Guatemala.

#### Refundación de San Salvador

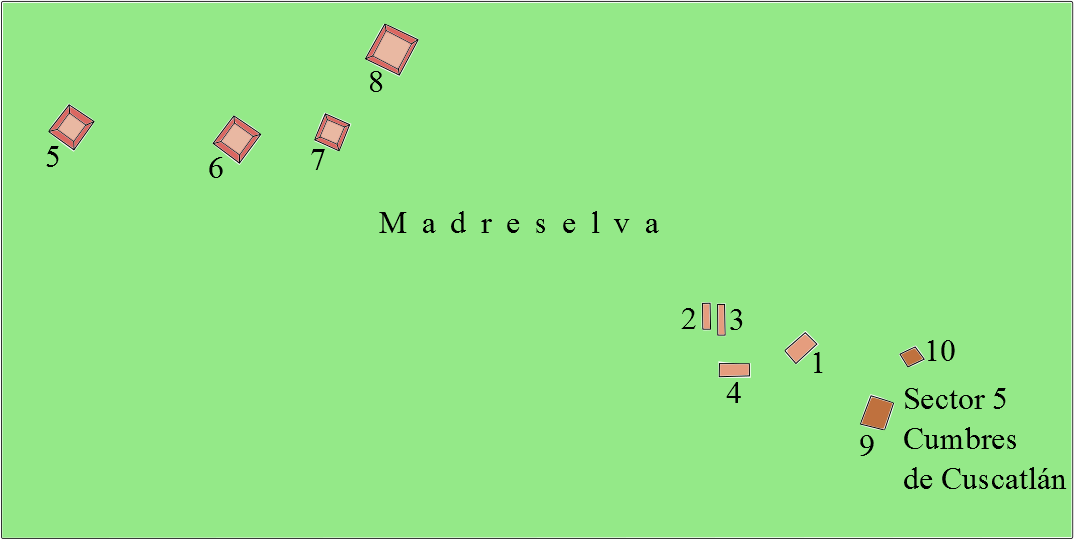
Estructuras de los sitios arqueológicos Madreselva y sector 5 de Cumbres de Cuscatlán, en las que se encuentran una zona ceremonial (estructuras de la 5 a 8) y la plaza de un calpulli (estructuras 1 a 4 y 9 a 10) qué formaron parte de la ciudad de Cuzcatlán en el período previo a la conquista.

En enero de 1528 el capitán general de Guatemala Jorge de Alvarado (hermano de Pedro de Alvarado), envió una expedición liderada por su primo Diego de Alvarado al Señorío de Cuzcatlán para conquistar el territorio y refundar la villa de San Salvador. Acerca de esta expedición el cronista español Antonio de Remesal (en su libro Historia general de las indias occidentales y en particular de la gobernación de Chiapa y Guatemala, tomo II) dice: 

(Jorge de Alvarado) dio orden para tener sujeta y de paz la provincia de Cuscatlán, que era una de las más ricas y principales de la gobernación de Guatemala, que en ella se hiciese una población de españoles, la cual dio por nombre villa de San Salvador, dejando a la voluntad y albedrío de los oficiales que embiaba, la elección del sitio más conveniente que les pareciese para siento del lugar. Eran muchos y muy nobles los españoles que salieron de Guatemala para está jornada, que la fama de las riquezas de la provincia así en frutos de la tierras como en minas, los cebó y obligó a dejar la apacible vivienda de Santiago de Guatemala y irse a tierra no vista ni conocida y que entonces se llamaba de guerra
Remesal, Antonio.

Entre enero y abril de 1528 se logra la conquista del señorío; posteriormente el 1 de abril de 1528 Diego de Alvarado y todo su ejército reefundan la villa de San Salvador en el sitio de Ciudad Vieja, estando ubicada a 8 km de Suchitoto. Estando su primer ayuntamiento conformado por: Juan de Salazar y Juan de Aguilar, como alcaldes ordinarios; y como regidores Pedro Gutiérrez de Guyñana, Santos García, Cristóbal Salvago, Sancho de Figueroa, Gaspar de Cepeda, Francisco de Quirós y Pedro Núñez de Guzmán; Tenedor de bienes de difuntos lo fue Bartolomé Bermúdez, y Diego de Alvarado presidió la villa como justicia mayor y teniente de capitán general
En 1528 Jorge de Alvarado repartío entre los vecinos de Santiago de Guatemala un total de 15 provincias del Señorío de Cuzcatlán ubicadas en los actuales departamentos de Ahuachapán y Sonsonate (las que eran consideradas las mejores tierras del señorío debido a que en ellas se cultivaba en gran medida cacao); siguiendo las indicación de Jorge de Alvarado, Diego de Alvarado repartió las 59 poblaciones restantates entre los vecinos de San Salvador, siendo la primera población dada en encomienda a un vecino de San Salvador la provincia de Nahuizalco (una de las pocas provincias que Jorge de Alvarado no había repartido en lo que es actualmente el departamento de Sonsonate) que fue dada a Miguel Díaz Peñacorba el 9 de junio de 1528.
La ciudad de Cuzcatlán se rindió ante los españoles en 1528 y para el 23 de noviembre de ese año todas las poblaciones pertenecientes al Señorío de Cuzcatlán estaban en manos de los conquistadores incluyendo la propia ciudad de Cuzcatlán.

### Peñón De Cinacantan

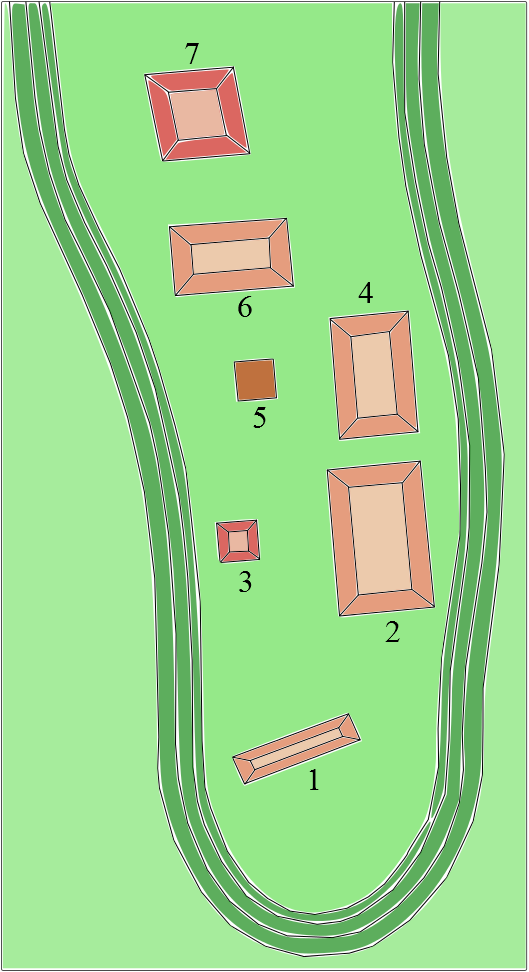
Estructuras del sector 1 de Cinacantan, ubicado en la cima de una meseta; siendo el sector más cercano al peñón donde se libró última gran batalla en la conquista del Señorío de Cuzcatlán.

A finales de 1528 los pobladores del señorío de Cuzcatlán, debido a la excesiva carga tributaria a la que se veían sometidos debido a la pérdida de gran parte de la población indígena por las epidemias y a los malos tratos en general, se rebelaron contra el dominio español prestando resistencia en el peñón de Cinacantán.
El conquistador Francisco López menciona en su probanza de méritos cómo inició la rebelión; López cuenta que teniendo paz y bajo el dominio español el territorio del señorío de Cuzcatlán, el justicia mayor Diego de Alvarado (probablemente en noviembre o diciembre de 1528) envió un español con indígenas a un pueblo (cuyo nombre no consta) en la costa del bálsamo pero los indígenas del lugar los mataron, tras esto «la mayor parte de la tierra (del territorio de Cuzcatlán)» se sublevó y atacó la villa de San Salvador, consiguientemente a esto los españoles dirigidos por Diego de Alvarado les hicieron frente y lograron que los indígenas huyeran; los indígenas trataron de calmar a los españoles por lo que Alvarado les ordenó que se sometieran, lo cual no hicieron y se refugiaron en el peñón de Cinacantan (ubicado en el municipio de Tamanique).
Los españoles dirigidos por Diego de Alvarado avanzaron al peñón de Cinacantan un mes después e intentaron atacarlo siendo derrotados por los indígenas que les lanzaron piedras y picas; alrededor de 2 horas después un contingente de doce o trece españoles también liderados por Alvarado decidieron atacar el peñón desde otro lado pero fueron derrotados otra vez por los indígenas que les lanzaron en esta ocasión galgas (piedras grandes), piedras de mano y flechas; saliendo tanto Alvarado como la mayoría de los soldados heridos.
Mientras los españoles estaban sanándose las heridas, el español Bartolomé Bermúdez hizo una escala o argumento de madera (un caballete móvil protegido por una silla de montar). Lo cual fue colocado al pie del peñón y provocó que los indígenas dejaran de tirar flechas. Posteriormente un señor principal bajó del peñón para declarar la rendición y fue recibido por el soldado Miguel Díaz Peñacorba y posteriormente por Alvarado, luego otros indígenas bajaron, Alvarado intentó convencerlos de que descendieran del peñón pero no logró convencerlos, por lo cual decidió subir a la cima del peñón junto a un grupo de 6 españoles (entre los que estaba Peñacorba) aparentemente desarmados pero con sus armas ocultas para aceptar la rendición, Peñacorba fue el primero en subir al peñón siendo seguido por los demás subiendo uno a uno debido a lo dificultoso que era la subida y estando arriba fueron auxiliados por el resto del contingente y sacaron las armas y derrotaron a los indígenas de los cuales algunos fueron muertos por los españoles mientras que otros se despeñaron o cayeron del peñón debido al miedo; sucediendo lo anterior a principios de 1529.

### Rebeliones menores
Por mayo de 1529, las poblaciones de Nahuizalco y Masahuat (la actual Santa Catarina Masahuat) se sublevaron y además en el segundo mataron a un hombre principal de los españoles que se decía fulano de Asturias, este levantamiento fue controlado por el justicia mayor o teniente de gobernador de San Salvador Gaspar Arias Dávila que había sucedido a Diego de Alvarado en el gobierno de la provincia.
En 1532 un ejército pipil se rebeló en la Costa del Bálsamo, ante este problema el 21 de abril de 1533 Pedro de Alvarado envió a los capitanes Diego de Rojas y Pedro de Portocarrero para que controlasen la situación en ese lugar, no hay más información sobre está batalla. Posteriormente en enero de 1535 hubo otra sublevación en el territorio que perteneció al Señorío de Cuzcatlan, ante está situación el ayuntamiento de San Salvador presidida por el regidor Isidro Blasco, debido a la ausencia del teniente de gobernador Jorge de Alvarado, eligió a Gonzalo Ronquillo para que controlase la situación, no hay información acerca de está batalla.
La última rebelión en el área nahua se dio en 1553 en la alcaldía mayor de Acajutla respectivamente en el área de Izalco, este levantamiento fue controlado por Juan Vázquez de Coronado (quien había sido alcalde ordinario de San Salvador entre 1549 y 1552) el cual llevó a varios soldados tlaxcaltecas y mexicanos como auxiliares para pacificar la región, estos posteriormente se asentarían en el barrio de Mexicanos de la villa de La Trinidad de Sonsonate o solamente Sonsonate (este nombre se impodía al final y posteriormente en 1556 está villa se convirtió en la sede de la Alcaldía Mayor de Acajutla que de ese entonces fue conocida como la Alcaldía Mayor de Sonsonate) que sería fundada ese mismo de 1553.

## Conquista del territorio Chorti
En 1525, Pedro de Alvarado había enviado una expedición para conquistar el señorío pokomam y pipil de Mita (actual Asunción Mita y Santa Catarina Mita) y la provincia chorti de Ysquipulas (actual Esquipulas) a los capitán Juan Pérez de Dardón, Sancho de Barahona y Bartolomé Bezerra, los que conquistaron ese territorio pero en 1530 durante el mandato del gobernador y capitán general de Guatemala Francisco de Orduña se rebelaron por lo que Orduña a los capitanes Hernando de Chavéz y Pedro de Amalín con un contingente conformado por 60 soldados de infantería, 30 de caballería y 400 indígenas auxiliares.
Después de conquistar a los xincas del señorío de Xalpatagua (Jalpatagua) y a los pocomames y pipiles del señorío de Mita (cuya capital es actualmente Santa Catarina Mita y Asunción Mita) se les unieron a su ejército 40 soldados de infantería y 20 de caballería liderados por Pedro Núñez de Mendoza que provenían de la conquista del señorío de Uspantán que había liderado Orduña y tras terminar tal conquista ese año envió al contingente antedicho para que se uniera al contingente de Amalín y Chavéz en la población de Mita, tras esto siguieron la expedición pasando en varias poblaciones una de las cuales fue la población Uxaca o Guixar en la provincia de San Salvador y posteriormente conquistaron la provincia chorti de Esquipulas.
Chávez y Amalín se dispusieron a atacar la ciudad de Copán, donde Copán Galel (este no es un nombre sino el título del gobernante) opuso resistencia siendo su ejército reforzado por contingentes de Zacapa, Senseti, Uxaca y Ostua (estas dos últimas poblaciones estaban ubicadas en territorio salvadoreño siendo Uxaca una población nahua y Ostua una localidad chorti; ambas están extintas y estaban ubicadas en el actual municipio de Metapán), el cronista Fuentes y Guzmán mencionada sobre la base de sus referencias principalmente de la documentación del cabildo de Guatemala que el ejército indígena en Copán era de más de 30 mil hombres armados con macanas, flechas y hondas. El ejército de Chávez marchó contra el ejército indígena, mientras que un contingente dirigido por Juan Vásquez de Osuna logró saltar las fortificaciones de Copán y conquistarla pero Copán Galel y los combatientes sobrevivientes lograron escapar y refugiarse en Citalá.
En Citalá recibió ayuda de los señores de Tejutla, Atempa-Masahua (actual Masahuat en el departamento salvadoreño de Santa Ana), Metapán, Langui (población extinta, Chicongueza (actual municipio de Nueva Concepción en el departamento salvadoreño de Chalatenango), Teculucelo, entre otros. Con los cuales intento dos veces reconquistar la ciudad de Copán. Al final tuvo que aceptar la rendición, y envió unos embajadores a Hernando de Cháves con un presente de oro, plumas y mantas, siendo bien recibidos por el conquistador dando la seguridad a Copán Calel de ir con su consejo siendo también bien recibido, aceptando de esa forma la conquista y evangelización en su territorio.
Las provincias chortis ubicadas en la parte norte del departamento de Copán (Honduras) y en Guatemala junto con el territorio del señorío de mita formaron la provincia y luego corregimiento de Chiquimula de la Sierra; mientras que las provincias ubicadas en la parte sur del departamento hondureño de Copán, al occidente del departamento de Lempira y en el de Ocotepeque junto con las ubicadas en el centro y occidente del departamento salvadoreño de Chalatenango se las unió a las provincia de San Salvador, debido a que ese mismo año de 1530 (tras regresar Pedro de Alvarado como gobernador de Guatemala) se fundó la villa de San Miguel, lo que conllevó a que se les quitaran las encomiendas que los vecinos de San Salvador tenían en el territorio de Popocatepet (actual zona oriental salvadoreña, que pasaría a formar la jurisdicción de la villa de San Miguel), debido a lo cual a los vecinos de San Salvador les fue forzado ir a conquistar el territorio de los Chorti (a quienes los nahuas conocían como los chontales de la sierra), conquistando el territorio antedicho.
En 1532 la situación de las provincias chortís encomendadas a San Salvador variaba; en el caso de las poblaciones ubicadas en el actual territorio salvadoreño se ve de que por un lado las poblaciones de Chicongueza (actual Nueva Concepción), Texucla (actual Tejutla) y Chalchitepeque (actualmente extinta) eran las únicas provincias que estaban en paz mientras que Citalá no le servía a su encomendero. Ese mismo año, el justicia mayor y teniente de gobernador y capitán general de la provincia de San Salvador Gómez de Alvarado realizó una campaña militar en territorio chortí sobre en la parte del actual territorio hondureño que estaba dentro de la jurisdicción de la villa de San Salvador.
El 20 de julio de 1536, tras fundar la villa de Gracias a Dios en la gobernación de Honduras, Pedro de Alvarado reparte los pueblos de indios entre los habitantes de la villa, con ello le quitó varias poblaciones (habitadas algunas por chortis y otras por lencas) a la provincia de San Salvador que se encontraban en los actuales departamentos hondureños de Ocotepeque y Lémpira, entre esas poblaciones están: Coatamagaz, Cocoyagua, El Asistente u Ocotepeque, Tulua o Toloa, Tomala, Xocoyuco, entre otros.

## Conquista del territorio Lenca
Originalmente se consideraba a la zona oriental salvadoreña como perteneciente a la provincia de Nicaragua, en los documentos nicaragüenses el área es denominada como Manalaca o Malalaca denominación que en ocasiones se ocupaba junto con la de Chorotega o Choluteca para diferenciar a la población y a la etnia Chorotega (del actual departamento hondureño de Choluteca) de la población y los chiapanecos de Acala en Chiapas que también son mencionados como Chorotega Acala; es de mencionar que el término Chorotega o Choluteca son étnicos y lingüísticos, mientras que Manalaca o Malalaca provienen del poton (siendo probablemente el verdadero nombre del señorío poton); en cambio, el nombre verdadero del señorío chorotega, que cubría el actual departamento hondureño de Choluteca), probablemente sería Nequepio (el cual era utilizado por los conquistadores de Nicaragua para erróneamente llamar así a Cuzcatlán) este es el único de los tres términos que proviene realmente del chorotega y no es un término étnico.

### Descubrimiento y primeras exploraciones
El área al igual que todo el territorio salvadoreño, como se dijo anteriormente, fue descubierta por la expedición dirigida por el piloto mayor Andrés Niño en 1522, quien tras seperarse de Gil González Dávila, descubrió y le puso nombre al golfo de Fonseca y algunas islas; posteriormente descubrió la desembocadura del río Lempa y continuó navegando hasta el golfo de Tehuantepec.
En 1525 Hernando de Soto en su viaje a Olancho pasando por Cuzcatán transitó por esta zona, específicamente bordeó el golfo de Fonseca y posteriormente se dirigió a la costa, cruzando el territorio por el litoral; mientras transitaba el territorio poton, según Pacual de Andagoya en su Relación de los sucesos de Pedrarias Dávila, se encontró con Gil González Dávila (quien se dirigía desde la isla La Española hacia la provincia de Nicaragua pues se había dado cuenta de que Francisco Hernández de Córdoba se había apoderado de los territorios del señorío nicarao de Tezoatega que él había conquistado en 1522) a quien se enfrentó resultando derrotado pero al darse cuenta Gil a través de unos mensajeros que una armada española dirigida por Cristóbal de Olid había aparecido en San Gil de Buenavista decidió regresar a Honduras; prosiguiendo Soto su camino hasta Cuzcatán desde donde partió a Olancho.

### Primeras incursiones en el territorio lenca desde Guatemala y San Salvador
Como se dijo anteriormente, en 1526 Pedro de Alvarado cruzó este territorio tanto en su ida y venida de Choluteca en donde se reunió con Hernán Cortés y con emisarios de Pedrarias Dávila, acordando ambas partes que el límite de la jurisdicción de la provincia de Guatemala y la de Nicaragua sería el río Lempa quedando el territorio de Manalaca o Popocatepet en territorio de la provincia de Nicaragua.
Al ser repartidas 15 provincias de los actuales departamentos de Ahuachuapan y Sonsonate (que eran consideradas como las mejores tierras debido al intensivo cultivo de cacao que tenían) y debido a que con la repartición de las 59 provincias restantes la mayoría de los vecinos de San Salvador recibían poco tributo se vieron obligados a intentar conquistar el territorio de los potones o el Popocatepet a principios de 1529.
La primera batalla en el territorio poton fue librada en el área de Nancuchiname (ubicada actualmente en el cantón San Marcos Lempa del municipio de Jiquilisco en el departamento de Usulután), siendo el líder de la expedición el justicia mayor y teniente de gobernador de San Salvador Diego de Alvarado, dentro del contingente que lideró se encontraban soldados que habían participado de la toma del peñón de Cinacantán, tales como: Miguel Díaz Peñacorba, Bartolomé Bermúdez y Francisco Cabezas.
Miguel Díaz Peñacorba y un contingente de 12 españoles intentaron cruzar el río Lempa con un bote pero la resistencia lenca no les dejaba desembarcar ya que les tiraban piedras lo que hirió a varios y mató a unos pocos españoles, ante esto el soldado Miguel Díaz Peñacorba salto del bote y luchó contra el ejército lenca recibiendo varias heridas pero logró matar a un señor principal lo cual ayudó que el resto de españoles pudieron pasar al lado oriental del Lempa sin problemas y ganarán la batalla.
A mediados de 1529 algunos españoles empezaron a recibir en calidad de encomienda poblaciones ubicadas en el territorio de los potones, una de las primeras entregas de encomienda sucede el 27 de julio de 1529 cuando el gobernador y capitán general de Guatemala Jorge de Alvarado concedió a Sancho de Figueroa (que se desempeñaba como alcalde ordinario de la villa de San Salvador en ese entonces) además de las poblaciones nahuas de Cojutepeque, Purulapa y Cinacantán, las poblaciones potones (ubicada al lado oriental del río Lempa) de: Chocorrostiq (población extinta, mencionada en 1548 como Tocorrostique que estaba ubicado a 1 km de Guatajiagua), Cozotiqui (probablemente Cacahuatique actual Ciudad Barrios), Colontiqui (extinto se ubicada en punta Amapala) y Amatiqui (localidad extinta y de ubicación desconocida).

### Peñón de Usulután
En octubre de 1529 el capitán Diego de Rojas (que había sido enviado a San Salvador en el mes de julio de ese mismo año para ejercer el cargo de Justicia Mayor y Teniente de Capitán General) intento atacar lo que hoy es el departamento de Usulután. Posteriormente cruzó el río Lempa con canoas, muriendo 20 soldados de su contingente debido a los soldados lencas que había al otro lado del río; tras cruzar el río logró dispersar al ejército lenca, estos se refugiaron en el peñón de Usulután (el volcán de Usulután).
A finales de noviembre de 1529 cuando ya se tenía un mes de estar sitiados los indígenas en el Peñón de Usulután, Diego de Rojas descubrió que los indígenas aliados que lo acompañaban se habían aliado con los indígenas del Peñón para traicionarlo y en conjunto atacar a los españoles; sabido de esto Rojas hizo ajusticiar a los líderes de los indígenas aliados, al enteresar de esto los ejércitos lencas refugiados en el Peñón decidieron rendirse, mientras estaba entablando los términos de rendición tuvo debido a que se dio por enterado de un grupo de españoles a unas pocas leguas de ahí.
En 1530 ante la expedición colonizadora liderada por Luis de Moscoso (de la que se habla más abajo) los pobladores lencas se sublevaron y se refugiaron nuevamente en el peñón de Usulután siendo posteriormente derrotados.

### La Guerra de Nequepio
En 1528, el gobernador y capitán general de Nicaragua Pedrarias Dávila había enviado a los pilotos Pedro Miguel y Pedro Corzo para que fijaran el límite con la gobernación de Guatemala, con ellos Pedrarias determinó que el río Lempa marcaba el límite entre las gobernaciones de Guatemala y Nicaragua; ese mismo año de 1528 Pedrarias logró que el gobernador de Honduras Diego López de Salcedo renunciara a favor suyo la pretensión que él y su gobernación tenían sobre la costa pacífica, específicamente la costa pacífica salvadoreña y sobre todo la zona oriental de El Salvador ya que (como se dijo anteriormente) había sido descubierto por Andrés Niño quien era piloto mayor en la expedición de Gil González Dávila, él cual fue gobernador y capitán general del golfo dulce (en la actual Honduras) y que probablemente transitó el territorio oriental salvadoreño en 1525 para encontrarse con Hernando de Soto.
El 15 de enero de 1529 el gobernador y capitán general de la provincia de Nicaragua Pedrarias Dávila mandó una carta al rey Carlos V de España donde le proponía que los límites de la gobernación de Nicaragua llegaran hasta Nequepio (nombre con el que Dávila y otros personajes conocían a Cuzcatán, originalmente era el nombre del señorío chorotega en Choluteca).
El 17 de marzo de 1529 el escribano público de la provincia de Nicaragua Francisco Valderrama informa que es día el pregonero público de la provincia antedicha dio pregonó el acuerdo de las autoridades de enviar a Diego de Alvitez a fundar una población en Manalaca o Popocatepet. Posteriormente el 30 de marzo de 1529 el justicia mayor y contador de Nicaragua Francisco de Castañeda menciona que se está disponiendo enviar a Diego de Alvitez con 200 hombres para fundar una población en Popocatepet, Castañeda también indica que esa población podría estar ubicada a una distancia de 50 leguas de León.
Fue hasta finales de 1529 cuando la expedición se concretó enviando en vez Alvitez al capitán Martín Estete como líder de tal expedición, este llevó un ejército compuesto por 90 soldados de caballería, 110 de infantería y 4000 de indígenas auxiliares, con los cuales entró al territorio poton o de los lencas salvadoreños. El 25 de noviembre de 1529 Pedrarias Dávila envió una carta al rey informándole de la expedición de Estete al territorio antedicho para fundar una nueva población ya que tenía noticias de que hay buenas minas de oro y buenas tierras.
Al enterarse el capitán Diego de Rojas que había un grupo de españoles además del suyo en el territorio de los potones, fue a investigar y mientras iba de camino fue hecho prisionero por Estete; los indígenas auxialares de Rojas que lograron no ser atrapados por Estete al ver al capitán Rojas prisionero corrieron a avisar a las autoridades de San Salvador las cuales avisaron a su vez a las autoridades de Santiago de Guatemala (que era presidida en ese entonces por el gobernador y capitán general Francisco de Orduña) las que enviaron un mensaje a Estete para que dijese las razones de porque había ingresado al popocatepet o territorio de los potones; a lo cual Estete respondió a ver sido enviado por Pedrarias Dávila ya que ese territorio (la zona oriental salvadoreña) le pertenecía a su jurisdicción y le había dado potestad de tomar prisioneros y no soltarlos; ante esto las autoridades guatemlateco enviaron un aviso a las autoridades de la Nueva España (en la actual México).
Al ver las intenciones de Estete las autoridades de Guatemala le enviaron un nuevo mensaje diciéndole que se retirara; mientras tanto Martín Estete llegó a San Salvador en donde intento que se lo nombrara justicia mayor y teniente de gobernador, al negarse los pobladores se fue de San Salvador a la población de Purulapa donde fundó la Ciudad de los Caballeros (actual San Martín, San Pedro Perulapán y San Bartolomé Perulapía).
Viendo el gobernador y capitán general de Guatemala Francisco de Orduña y las demás autoridades de Santiago de Guatemala que no había hecho caso del segundo mensaje decidieron atacarlo con un contingente conformado por 30 soldados de infantería y 30 de caballería liderados por el capitán Francisco López pero cuando llegaron a la Ciudad de los Caballeros vieron que había sido abandonada y que en su paso Estete y su contingente habían incendiado varias poblaciones y se habían llevado consigo a más de dos mil indígenas y que a un procurador que la había hecho un requerimiento se le había ahorcado y que varios de sus soldados debido a su crueldad decidieron quedarse. Tras estos decidieron perseguirlo hasta que lo alcanzaron cerca de Quelepa o Moncagua pero Martín Estete y el capitán Salzeda se escaparon y volvieron a Nicaragua dejando a sus soldados; mientras las autoridades de Santiago de Guatemala exigierón al contingente de Este que se liberará al capitán Diego de Rojas y a todos los demás prisioneros tanto españoles como indígenas que había tomado de la provincia y sin problema alguno fueron liberados; tres días después Orduña dio licencia a los soldados de Estete para que ello decidieran si querían quedarse en la provincia, noventa soldados decidieron quedarse y el resto volvió a Nicaragua.

### Fundación de la villa de San Miguel de la Frontera
A principios de abril de 1530 llegó el adelantado Pedro de Alvarado ante Guatemala donde tomó el cargo de gobernador y capitán general; presentándose ante el cabildo el 11 del mismo mes y año, en donde se dio por enterado de todo lo acontecido durante su ausencia en la provincia de San Salvador, debido a elló nombró a Luis de Moscoso como justicia mayor y teniente de gobernador de la provincia de San Salvador y lo envió con 120 soldados para que fundara una villa al oriente del río Lempa.
Primera fundación de la villa de San Miguel de la Frontera
El 17 de junio de 1530, Luis de Moscoso llegó a la villa de San Salvador donde fue recibido como justicia mayor y teniente de gobernador, y en donde varios habitantes se le unieron al contingente que llevaba; en noviembre de ese año Moscoso cruzó el río Lempa e hizo frente a los potones que le resistieron en el peñón de Usulután, el cual logró vencer y tras esto el 21 de noviembre de 1530 Luis de Moscoso funda la villa de San Miguel de la Frontera (está villa estaba ubicada originalmente en donde está actualmente Santa Elena del departamento de Usulután) nombrando en la villa a su ayuntamiento respectivo siendo la población solamente un fuerte militar con ayuntamiento.
A la fundación de la villa acompañaban a Moscoso el regidor de San Salvador Pedro Cerón, el caballero flamenco Luis Dubois, los soldados Francisco de León, Manuel Hernández y Antonio de Leyva Ortiz (estos tres figuran también como refundadores de San Salvador), Juan Resino, Juan Estebán, Pedro González Nájera, Lorenzo de Sonego y otros. Para 1532 todas las provincias encomendadas en el oriente salvadoreño estaban de guerra o no servían a su encomendero.
En 1531 el consejo de justicia y de regidores de la ciudad de León (capital de la provincia de Nicaragua) enviaron una carta al rey Carlos V, informándole de la muerte de Pedrarias Dávila y de lo acontecido en la provincia, además le informan que Pedro de Alvarado envió a fundar el pueblo (de esa forma es como se mencionan en la carta) de San Miguel de la Frontera, reconocen que Estete se extralimitó al intentar incorporar a San Salvador, a la vez señalan que el límite de la Gobernación de Nicaragua era el río Lempa y también reclaman que le hayan puesto a la población el nombre de la Frontera pues consideran que tal denominación parece como si estuviera en frontera con otro reino y le piden al rey que le mande a Alvarado a que abandoné esa jurisdicción y deje que sea poblada y pacificada por miembros de la gobernación de Nicaragua, está carta estaba firmada por Martín Estete, Alonso Téllez Girón, Juan Despinosa, Francisco de Herencia, Bernardo de Caiza, Juan de Urita y Alonso Ruiz. El rey hizo caso omiso de esa carta, por otro lado cabe señalar que esa carta al igual que otros documentos como la Relación de los sucesos de Pedrarias Dávila de Pascual de Andagoya y el juicio de residencia iniciado por Rodrigo de Contreras contra Francisco de Castañeda, mencionan que Martín Estete fue el fundador de la villa de San Miguel y que posteriormente Alvarado envió otro capitán que expulsó a Estete y pobló la nueva villa (lo cual es falso).
En una carta enviada al rey Carlos V el 30 de mayo de 1531, el gobernador y capitán general de Nicaragua Francisco de Castañeda deja constancia que su gobernación tenía en el golfo de Fonseca 5 o 6 islas que llamaban islas de la Petronila (aunque este nombre en tal documento aparece en plural, solo una isla era llamada Petronila desde su descubrimiento por Andrés Niño, está isla es la actual Meanguera; además de Meanguera, solo estaban habitadas a la llegada de los españoles las islas de Conchaguita (en esta había dos poblaciones: Conxagua o Comixagua y Teca) y Mazatepet (actual Punta Zacate o Zacatillo), las tres pobladas por lencas potones) a las que Pedrarias había repartido entre habitantes de León sin haberlas pacificado, debido a ello Castañeda envió a un capitán con ochenta hombres el 14 de marzo de ese año para pacificarlas, este capitán las pacificó y llevó a los señores o caciques de las poblaciones de esas islas (Meanguera o Miangola, Mazatepet, Comixagua y Teca) a León, a donde estaban viviendo sin ningún problema cuando esa carta se escribió; Castañeda mandaba a que tales islas se mantuvieran en la gobernación de Nicaragua pero posteriormente serían adscritas a la provincia de San Miguel.
En 1534 la villa fue despoblada debido a que sus habitantes se unieron a la expedición de Pedro de Alvarado hacia lo que hoy es Perú, mientras estaba Alvarado en el golfo de Fonseca (desde donde se embarcó hacia Perú) sucedió una sublevación en un peñol cercano (cuyo nombre no consta) el cual Alvarado tuvo que apaciguar, posteriormente siguió su camino a Perú.
Refundación de la villa de San Miguel de la Frontera
En 1535 el gobernador y capitán general Jorge de Alvarado envió una expedición al territorio Poton o Popocatepet para restablecer la villa de San Miguel. Está expedición estaba bajo el liderazgo del capitán Cristóbal de la Cueva quien fue investido como justicia mayor y teniente de gobernador de la Provincia de San Miguel y el cual juntó un contingente de 70 soldados españoles con los cuales dejó el valle de Naco (en Honduras, donde se encontraba) y se dirigió al territorio Poton.
La villa de San Miguel de la Frontera fue restablecida el 15 de abril de 1535 en su lugar original en el actual municipio de Santa Elena del departamento de Usulután; asimismo las encomiendas de la provincia de San Salvador que estaban ubicadas en el territorio de la villa de San Miguel fueron transferidas a la nueva provincia.
Uno de los cargos Cristóbal de la Cueva en su proceso de residencia en 1539 informa que cuando fue a fundar la villa de San Miguel los indígenas lo recibieron en paz sin embargo de la Cueva envió a un teniente a hacerles la guerra conquistando a más de doscientos pueblos que se encontraban dentro de 15 leguas de la villa matando y esclavizando a muchos indígenas incluso a los niños, sin embargo otros testigos dijeron que la razón del ataque a esas poblaciones se debió al hecho de que si bien al principio los indígenas los recibieron pacíficamente después conspiraron contra de los españoles entonces los españoles los atacaron para detener a los rebeldes; por otro lado de la Cueva respondió a los cargos diciendo que los indígenas auxiliares que llevaba como cargadores o tamemes se amotinaron y lo dejaron en el territorio hostil cuando él envió mensajeros para que volvieran en paz, los mensajeros fueron sacrificados y los españoles advertidos de que los indígenas querían matarlos decidieron atacarlos matando a muchos y esclavizando a los sobrevivientes.
A finales de 1535 Cristóbal de la Cueva fue enviado por el gobernador y capitán general Jorge de Alvarado a fundar una villa en la provincia de Choluteca (lo cual hizo fundando el 8 de diciembre de ese año la villa de Jérez de la Choluteca, actual ciudad de Choluteca) dejando como justicia mayor y teniente de gobernador de la villa y provincia de San Miguel de la Frontera al capitán Gaspar Avilés de Sotomayor.

### Intento de Montejo de añadir San Miguel a Honduras
En 1536 llegó al cargo de gobernador y capitán general de las provincias de las Hibueras (la actual Honduras) el adelantado Francisco de Montejo, el cual mostró particular interés en incluir a la provincia de San Miguel en su territorio ya que quería establecer una ruta comercial entre los océanos atlántico y pacífico, este interés de añadirse San Miguel a su territorio tal lo demuestra su carta enviada al rey Carlos V de España desde la villa de gracias a Dios en 1539 donde menciona que la villa de San Miguel de la Frontera fue fundada por Gil González Dávila en 1524 (lo cual es falso).
Montejo envió en 1536 un contingente a explorar el territorio poton, lo cual fue denunciado por los españoles residentes de la villa y el teniente que dirigía a tal grupo fue tomado prisionero por Gaspar Avilés de Sotomayor, el cual decidió liberarlo cuando este teniente decidió regresar a la provincia de la Hibueras para no tener problemas con las autoridades de San Miguel; por otro lado ese mismo año Montejo llegó al golfo de Fonseca donde se entrevistó con Avilés logrando alcanzar un tentativo entendimiento, se desconoce los términos del acuerdo pero se considera que fue perjudicial para los reclamos de Montejo de extender su jurisdicción sobre ese territorio.
Montejo no logró añadir San Miguel a su territorio posteriormente entre 1537 y 1539 se entrevistaría con el gobernador y capitán general de Guatemala Alonso de Maldonado y con Pedro de Alvarado, luego en 1539 Honduras sería añadido a la capitanía general de Guatemala por orden real del rey Carlos V.

### La revuelta Lenca y la conquista definitiva del oriente salvadoreño
En 1536 Lempira (que era sucesor de Entepica en la población de Piraera que era la capital del señorío Cerquin, Entepica había unido a los Cerquines (una de las etnias lencas de Honduras) para hacerle frente a los españoles, pero tras su muerte las provincias de los cerquines recuperaron su autonomía pues el señorío Cerquin era como una confederación que tenía un poder central limitado, provincias prácticamente independientes y solo se unían tiempos de crisis) unió nuevamente a los Cerquines y a su vez hizo una alianza con los cares (otra de las etnias lencas en Honduras) y los potones o lencas salvadoreños para hacerle frente a los españoles.
En 1537 los potones se sublevaron en masa siguiendo a la revuelta de Lémpira en Honduras, lograron matar a 50 españoles que se encontraban en las poblaciones dadas en calidad de encomienda en el territorio, consiquientemente el 27 de marzo de ese mismo año los ejerctios potones atacaron la villa de San Miguel de la Frontera; los españoles de la villa fueron liderados por el justicia mayor y teniente de gobernador de San Miguel Gaspar Avilés de Sotomayor, pero al ser muchos se envió un mensaje de ayuda a San Salvador (que en ese entonces era gobernada por los alcaldes ordinarios Pedro Cerón y Antonio Docampo) cuyas autoridades enviaron un contingente militar al mando del capitán Antonio de Quintanilla y en conjunto con el ejército migueleño dirigido por Avilés de Sotomayor lograron detener la revuelta lenca y salvar a la villa que había sido sitiada durante tres días por los guerreros potones. Tras esto llegaron a la villa el gobernador y capitán general de Guatemala Alonso de Maldonado y el obispo de Guatemala Francisco Marroquín con varias personas tanto militares como religiosas para ayudar a la pacificación de la zona.
Tras la supresión de la revuelta en masa, los guerreros lencas se refugiaron en peñónes ubicados en Chilanga, Guaranitique, Acuentlán y Guayolo; los peñones de Acuentlán o Cocolutlán y Guaranitique fueron los primeros en alzarse pocos días después de la supresión de la revuelta en masa; en 1538 o 1539 se sublevaron los potones en el Peñón de Guayolo o Guayola al que los españoles liderados por el gobernador y capitán general de Guatemala Alonso de Maldonado lograron poco después sitiar; mientras que en 1539 los lencas refugiados en el peñol de Chilanga resistieron un asedio de más de 3 semanas. En 1539 la revuelta de Lémpira fue sofocada en Honduras pero aún los guerreros potones o lencas salvadoreñas mantuvieron la lucha contra los españoles durante un tiempo más hasta alrededor de 1540 o 1541 cuando los indígenas alzados en esos peñones fueron derrotados.
Todavía en 1547 se nombra a un peñón en el oriente salvadoreño (cuyo nombre no consta) al que el presidente de la real audiencia de Los Confines o de Guatemala Alonso de Maldonado (que ocupaba su segundo mandato en Guatemala y que en esos días se dirigía a Nicaragua) tuvo que apaciguar; el último alzamiento en el área fue en Usulután en 1552 el cual fue controlado por Diego de Holguín (llamado el joven, hijo del primer alcalde de San Salvador) el cual es considerado como el que completó la pacificación en la provincia de San Miguel.

## Organización del Territorio e inicio de la época Colonial

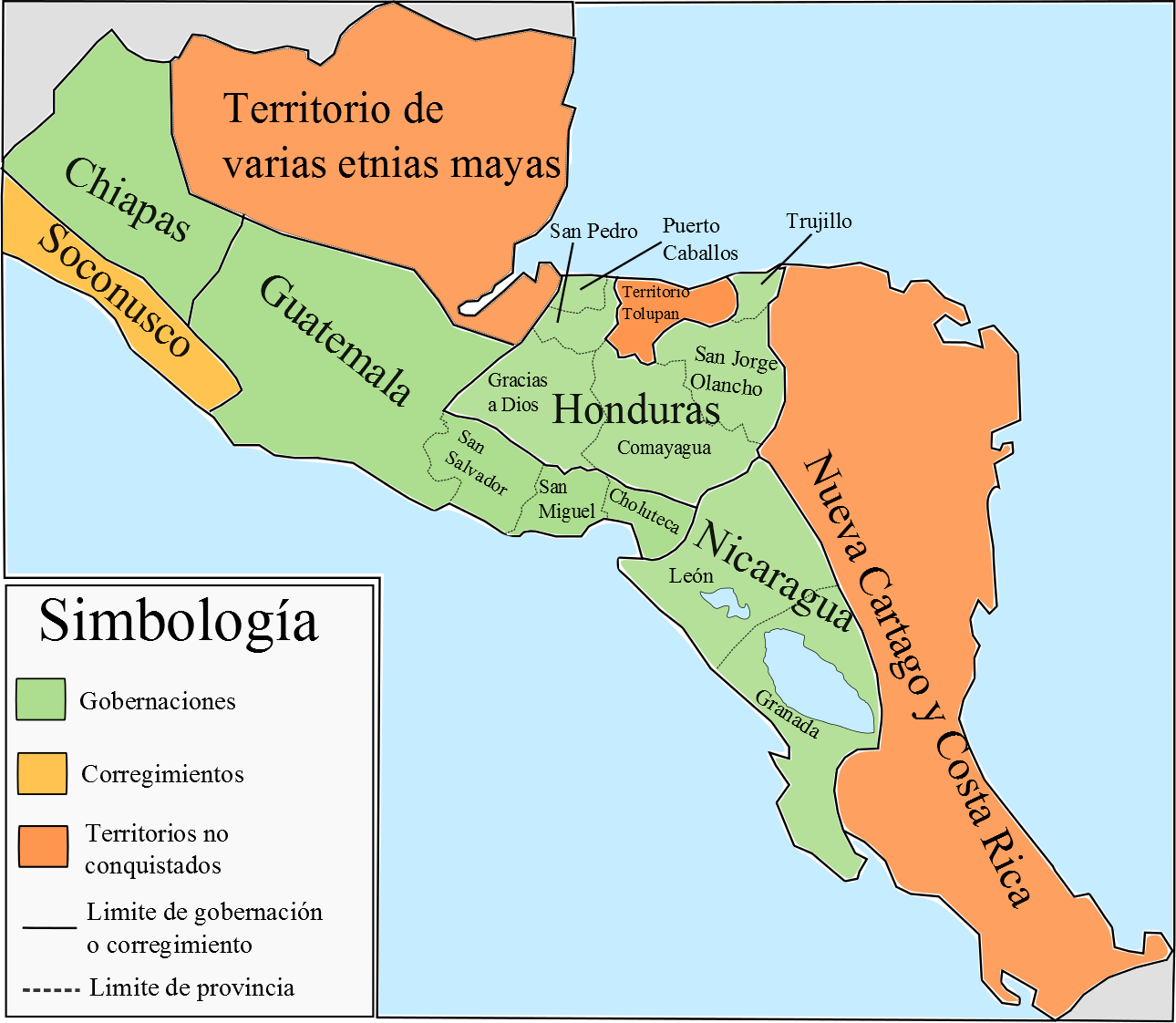
Las provincias de San Salvador y de San Miguel en la gobernación de Guatemala, antes de la creación de la Real Audiencia de los Confines en 1542

Después de conquistados y pacificados los reinos precolombinos en el área de El Salvador, se reorganizó el territorio, creándose así tres subdivisiones del Imperio Español, las cuales eran: la provincia de los Izalcos (dentro de la jurisdicción de la ciudad de Santiago de Guatemala; posteriormente se convertiría en la alcaldía mayor de Acajutla, y luego en la Alcaldía Mayor de Sonsonate), la Provincia de San Salvador y Provincia de San Miguel; las dos últimas provincias mencionadas se las uniría en 1580 para formar la Alcaldía Mayor de San Salvador.
Las Alcaldías Mayores antes dichas formaban parte de la Capitanía General de Guatemala y está a su vez dependía del Virreinato de Nueva España. Por lo tanto desde la década 1540s se puede dar por iniciada la época Colonial, la cual terminaría el 15 de septiembre de 1821 con la Independencia de Centroamérica.